# Phytomyza angelicae
Phytomyza angelicae este o specie de muște din genul Phytomyza, familia Agromyzidae, descrisă de Johann Heinrich Kaltenbach în anul 1874. Conform Catalogue of Life specia Phytomyza angelicae nu are subspecii cunoscute.